# Chilham
Chilham es una parroquia civil y un pueblo del distrito de Ashford, en el condado de Kent (Inglaterra).

## Geografía
Según la Oficina Nacional de Estadística británica, Chilham tiene una superficie de 17,86 km².

## Demografía
Según el censo de 2001, Chilham tenía 1595 habitantes (49,15% varones, 50,85% mujeres) y una densidad de población de 89,31 hab/km². El 17,55% eran menores de 16 años, el 73,35% tenían entre 16 y 74 y el 9,09% eran mayores de 74. La media de edad era de 44,01 años. Del total de habitantes con 16 o más años, el 20,46% estaban solteros, el 61,75% casados y el 17,79% divorciados o viudos.
El 93,61% de los habitantes eran originarios del Reino Unido. El resto de países europeos englobaban al 1,94% de la población, mientras que el 4,45% había nacido en cualquier otro lugar. Según su grupo étnico, el 98,49% eran blancos, el 0,5% mestizos, el 0,56% asiáticos, el 0,25% chinos y el 0,19% de cualquier otro salvo negros. El cristianismo era profesado por el 80,41%, el budismo por el 0,19%, el judaísmo por el 0,19%, el islam por el 0,19%, el sijismo por el 0,19% y cualquier otra religión, salvo el hinduismo, por el 0,56%. El 12,33% no eran religiosos y el 5,94% no marcaron ninguna opción en el censo.
732 habitantes eran económicamente activos, 711 de ellos (97,13%) empleados y 21 (2,87%) desempleados. Había 673 hogares con residentes, 16 vacíos y 15 eran alojamientos vacacionales o segundas residencias.